# Municipio de Sain Alto
El municipio de Sain Alto es uno de los 58 municipios del estado mexicano de Zacatecas. Su cabecera es la localidad de Sain Alto. Dicho municipio se encuentra al noroeste del estado de Zacatecas, en la zona frijolera zacatecana. Debe su nombre al cacique del pueblo, Alonso Sain. [cita requerida]
Sain Alto es una ciudad dinámica y próspera. Es reconocida por su producción de maíz y frijol, la Feria de San Sebastián Mártir, y sus balnearios de aguas termales.[cita requerida]

## Toponimia
La palabra Sain, significa grasa de animal. Inmediatamente después de la llegada de los Europeos a América, el cacique del pueblo Alonso Sain, heredó la tierra a sus sucesores en la cual se estableció una comunidad que se llamó San Sebastián, luego se le cambió el nombre a Sain.[cita requerida], posteriormente se le llamó San Sebastián el Alto y actualmente Sain Alto.

## Historia
Sain Alto fue antiguamente un poblado de indígenas Zacatecos que empezó a poblarse por el año de 1535-40.[cita requerida]
Los Zacatecos se hallaban en Malpaiz (sección volcánica y agreste al este de Durango, cerca de las minas de San Martín y avino), alrededor del peñón blanco y bufa de Zacatecas. Antes de la llegada de los españoles, este grupo y los chichimecas solían estar en guerra entre ellos, peleando por alimento y fronteras. Pero, a la llegada de los españoles se aliaron para defenderse de estos. Se tienen pruebas de que por tierras sainaltenses peregrinaron tribus aztecas ya que en el siglo XIX se encontraron vestigios de asentamientos aztecas (simientes ya desaparecidos) cerca de Atotonilco, y en los alrededores de los ojos calientes, así como los encontrados a orilla del arroyo área de Sain Alto.[cita requerida]

### Antecedentes Coloniales
Siendo el Virrey de la nueva España Luis De Velasco, vio la necesidad de colonizar el poniente y norte de Zacatecas, Francisco de Ibarra fue elegido para tal fin, por lo que se le considera el descubridor del pueblo de Sain por el mes de septiembre de 1554, recordemos que el capitán general Ginés Vaquez del Mercado pasó por Sain en los años de 1552 y 1553, visitando la mina El Chacuaco, pero no le gusto el yacimiento. En su estancia por estas tierras fue atacado, por una partida de indígenas chichimecas guachichiles, siendo herido de gravedad, y finalmente murió en el pueblo del Teúl a consecuencia de estas heridas en el año de 1553. [cita requerida]
En la época de la colonia comenzó la evangelización, y desde el inicio hasta el fin de la expedición (1554) Don Francisco De Ibarra se hizo acompañar del clérigo el Lic. Juan García que se encargaba de los bautismos y demás actos de evangelización.  Al parecer el primer avance franciscano hacia el norte de Zacatecas fue encabezado por el Fray Bernardo Cossin quien remplazó a Fray Juan de San Miguel hacia 1550, como misionero del pueblo de San Miguel. El padre Cossin fue martirizado cerca de la aldea de Zacatecas de Sain, se considera el primer mártir de la Nueva Vizcaya. 
Surgen las primeras estancias alrededor del año de 1561 siendo alcalde mayor Juan Vázquez de Ulloa. [cita requerida]

### Las grandes haciendas
Mencionaremos las de mayor importancia: La hacienda de San Sebastián de Sain Alto, hacienda de San Pedro de Río de Medina, hacienda de San Antonio de la Torrecilla, hacienda de Atotonilco, hacienda de Santa Mónica, hacienda Sain Bajo, Cantuna, el Sauz, la Laborcita.[cita requerida]
Sain Alto siempre fue propiedad particular, nunca tuvo fundo legal, así lo señalaron los tribunales de la Real Audiencia de Guadalajara en 1704 y 1805.[cita requerida]
Un hecho relevante del siglo XIX fue la llegada del presidente Juárez el día 17 de diciembre del año de 1867 que repartió tierras realengas en su estancia por este municipio.[cita requerida]

### En elsigloXX
En la primera década de este siglo estalla la Revolución Mexicana en varios estados de la República. El General Rosendo Rayas, originario de Sain Alto, participó en las revueltas. En el año de 1915, el General Pánfilo Natera García renuncia a la convención por el caos que provoca el General Francisco Villa. En ese entonces triunfa el Constitucionalismo y Francisco Villa secuestra a la familia Natera; el General Natera por este tiempo se encontraba en Sain Alto y por poco es atrapado por orden de Villa. En los primeros días de enero de 1916 la familia Natera regresa a Zacatecas.[cita requerida]
En 1944 el General Natera entrega el gobierno de Zacatecas a Leobardo Reinoso. 
En el año de 1914 siendo Gobernador del Estado de Zacatecas Pánfilo Natera confisca todas las haciendas del estado con decreto fechado del 8 de agosto de este año. En el Municipio de Sain Alto resultaron tres haciendas afectadas, la del Sauz, Santa Mónica y Cantuna.[cita requerida]
Año de 1926 el pueblo católico de este municipio resulta afectado por el movimiento cristero, donde resultan muertos muchos sacerdotes del estado de Zacatecas. Año de 1934 Lázaro Cárdenas del Río asume la Presidencia de la República Mexicana, un año después se decreta la formación de Ligas de Comunidades Agrarias en toda la República y comienza la repartición de tierras surgiendo los ejidos.[cita requerida]

### Historia minera
Las Compañías Mercurio de Sain Alto y Beneficiadora de Mercurio, S.A. inician sus actividades de 1934, y alcanzaron una producción del 12% de Mercurio a nivel Nacional. En los años 1939 a 1940, las principales zonas mineras fueron el Sáuz, Mineral de Mercurio, Sierra de Chapultepec, Cerro Colorado, y Bonancita. Los principales yacimientos de estaño estaban localizados a 15 km al sureste de la población de Sain Alto, en los campos mineros El Navanson y Los Ángeles, los cuales comprendían una franja aproximada de 3 a 8 km de orientación noreste-sureste. [cita requerida]
En 1953, existió una planta de beneficio de 50 a 60 toneladas por día donde se calcinaban los concentrados en titortas de tubo y se obtenía una reducción promedio de 1380 kg. De Mercurio mensual. El estaño se produjo en poca escala por los gambusinos y se comercializó en forma directa. [cita requerida]

## Medio físico

### Localización

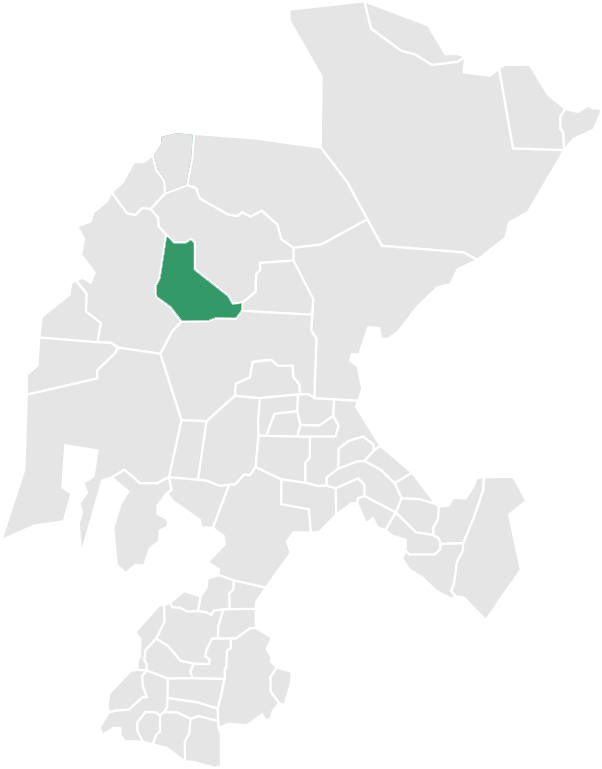
Localización de Sain Alto

El municipio de Sain Alto se localiza en la parte noroeste del Estado de Zacatecas. Las coordenadas de su ubicación son: longitud 103°29'31.20" oeste - 102°57'32.40" oeste, latitud 23°22'49.08" norte - 23°46'54.48" norte. 
Limita al norte con los municipios de Sombrerete y Río Grande; al este con Río Grande y Fresnillo; al sur con Fresnillo; y al oeste con Fresnillo y Sombrerete. Se encuentra a una distancia aproximada hacia la capital del estado es de 120 km.

### Extensión
Cuenta con una superficie de 1,415 km², representa el 1.92%[cita requerida] del área total del estado. 

### Orografía
Tiene una altitud sobre el nivel del mar de 2050m en la cabecera municipal.  Las elevaciones de las principales sierras y montañas fluctúan entre los 2000m y 2950 m s. n. m.; el cerro de la víbora a 2869 m s. n. m. y entre otros el cerro de "San Nicolás" y el de "El Chivo”. 

### Hidrografía
La cabecera municipal tiene afluentes de agua termales. (Balneario del municipio, baños de Ferrel), algunas acequias y manantiales, en la comunidad de Atotonilco el balneario de aguas termales perteneciente al estado de esta comunidad y albercas privadas.
En el municipio atraviesa el río de Saiín Alto de sur a oriente que nace en la Sierra de Chapultepec cuya altitud 2931 m s. n. m., este río es el principal caudal de aguas superficiales que los márgenes crea manantiales de aguas termales.
Presas principales:
- Presa del Cazadero.
- Presa de Cantuna.
- Presa Hnos Martinez B.

### Clima
La temperatura media anual es de 16 °C y una superficie fluvial de 400 a 500 ml.; las máximas temperaturas se presentan en los meses de mayo y junio, oscilando entre los 20 y 23 °C, la temperatura mínima se registró en el mes de enero y su variación va de los -8 a -10 °C.

### Principales ecosistemas

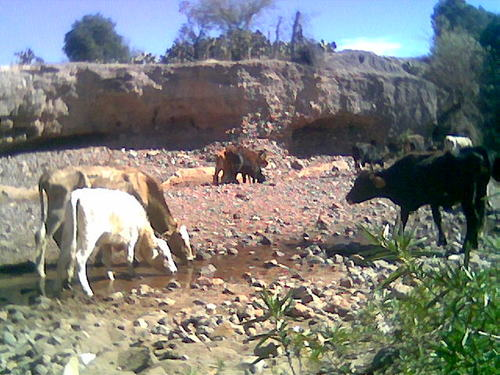
Vacas en Río de Sain Alto

El municipio presenta un alto grado de deforestación y erosión, afectando el ambiente natural, poniendo en peligro de extinción la flora y la fauna silvestre, como el bosque de encino y pino, los pastizales y matorrales, entre otros; dentro de las especies de peligro de extinción se tiene el águila real, el venado mura, el puma, el guajolote silvestre, el jabalí y otros, en sus montes encontramos conejos, liebres, ratas, ardillas, tlacuaches, zorrillos, techalotes, coyotes, víboras de cascabel.[cita requerida]

### Recursos naturales
El municipio no cuenta con minería solamente con vestigios de algunas minas, que en un tiempo si fueron explotadas en pequeña escala, principalmente las minas de Mercurio y es probable que el municipio cuente con yacimientos minerales no metálicos tales como el Caolín que a la fecha no resultan explotados.[cita requerida]

### Clasificación y uso de suelo
En la zona ocupada por la sierra predominan los suelos de tipo litozol, limitado en su profundidad por roca de tipo ígnea, su vegetación es boscosa, poblado por encino y pino, recomendada para la explotación de la ganadería en montañas y laderas, predominan los luviosoles, que son moderadamente fértiles y susceptibles a erosionarse. Otro tipo de suelo que se observa en los márgenes del río son los castanozen y fluvioszoles, los cuales son ricos en arcilla, material orgánico y nutrientes, lo que los hace fértiles y aptos para la agricultura.[cita requerida]

## Economía y servicios
Dentro de las principales actividades económicas que se desarrollan dentro del municipio están las siguientes actividades. 
Agricultura
Las actividades agrícolas más relevantes del municipio tienen como principales cultivos: maíz y frijol en condiciones de temporal; de riego y medio riego los cultivos de maíz, frijol, chile, avena, duraznos, membrillo, ajo entre otros huertos familiares. 
Ganadería
Existen 1100 ganaderos que explotan ganados bovino y caprino ocupando un tercer lugar de explotación del equino, el municipio cuenta con cuatro ganaderías bravas. El ganado porcino y aves se explotan de manera familiar con razas criollas en su mayoría. 
Industria
La industria manufacturera y de construcción con que cuenta el municipio es de carácter artesanal llevándose a cabo en pequeños talleres de tipo familiar y otros talleres con mínimo proceso de industrialización en que destacan los siguientes: 
- Industria textil de hilados y tejido.
- Fabricación de productos lácteos y derivados.
- Elaboración de conservas.
- Industria del pan y la tortilla.
- Fabricación y reparación de muebles.
- Fabricación de tubos, bloque y adobe.
- Industrias metálicas herrería.

Es importante mencionar que a la fecha se tiene un registro de 40 pequeños establecimientos manufactureros que dan empleo a 69 personas.[cita requerida]

## Infraestructura social

### Educación
El municipio cuenta con planteles para enseñanza preescolar con 27 escuelas, primaria con 39, secundaria técnica, tele secundaria con 17, la cabecera municipal cuenta con el servicio de educación media superior a través de un colegio de bachilleres.  Se cuenta con un módulo del programa de educación para adultos y una escuela de educación especial, lo que suma un total de 87 centros educativos. 
El municipio ya cuenta con una escuela de nivel superior,es una extensión a distancia del instituto tecnológico de Zacatecas occidente, (ITSZO), con sede en sombrerete, de tal forma que desde el 2011 los estudiantes pueden cursar la carrera en gestión empresarial en su modalidad a distancia, y con la asesoría de maestros del mismo municipio. por ello desde su fundación ya van 5 generaciones de egresados a la fecha,  los egresados de las diversas escuelas, que no se quedan a estudiar en Sain Alto, el 60% se van a estudiar a otros municipios y a la capital del estado.[cita requerida]

### Salud
La cabecera municipal cuenta con los siguientes servicios: una clínica del IMSS, un centro de salud de la SSA del gobierno del estado, un módulo del ISSSTE, una clínica particular de maternidad; varios consultorios médicos particulares y tres consultorios particulares para atención dental.  En algunas comunidades tienen clínicas rurales del IMSS y módulos de atención por el DIF municipal, por otro lado a la mayoría de los sainaltenses se les atiende por los servicios coordinados de salud en programas del IMSS,  Solidaridad y Progresa. además desde el 2007, se inaugura el Hospital Sain Alto. unidad de carácter privado, primero en su tipo en Sain Alto y que ofrece servicios quirúrgicos y de especialidad en Ginecología, obstetricia y Cirugía general para los Sainaltenses y los municipio vecinos de Sombrerete y Río Grande.
Los consultorios rurales proporcionan servicios de medicina preventiva, consulta externa y medicina general, los del IMSS, se cuenta con unidades Rurales en las localidades de: Cantuna, Cazadero, Luis Moya y Río de Medina.

### Abasto
La cabecera municipal cuenta con mercado, dos tianguis uno foráneo y otro local donde se comercializan productos del campo de primera necesidad, ropa, calzado, refacciones automotrices, carnes, aparatos eléctricos y del hogar y 14 tiendas Diconsa, 3 Centros Receptores de Productos Básicos y 3 Liconsa. 
Se cuenta con varias tiendas de abarrotes que aunque no son departamentales, son suficientes para abastecer las comunidades vecinas. Además se cuenta con dos estaciones de gas doméstico y automotriz.

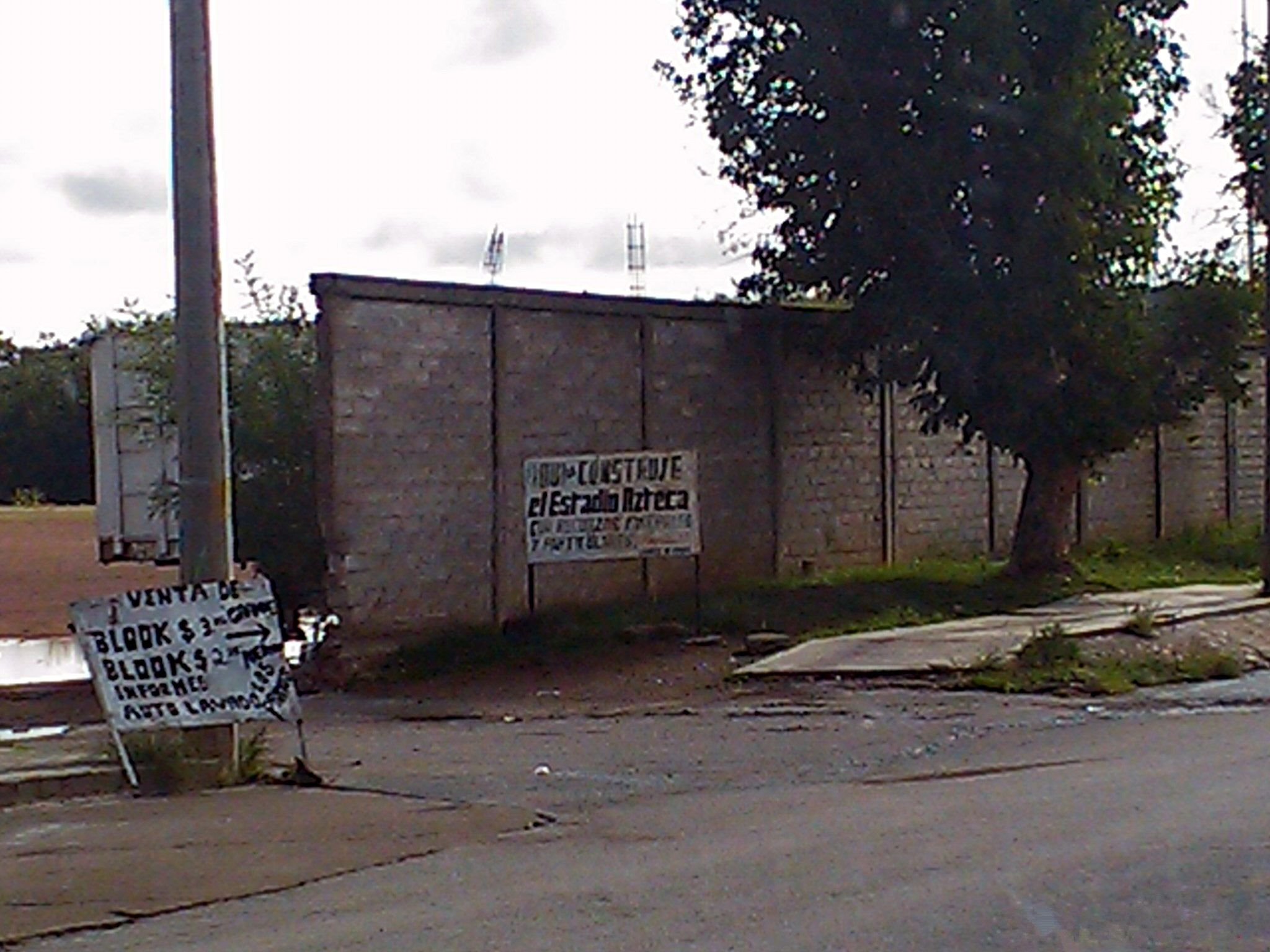
El Estadio Azteca, actualmente en construcción

### Deporte
Existe en la cabecera municipal una Unidad Deportiva.

### Vivienda
De acuerdo a los resultados que presentó el II Conteo de Población y Vivienda en el 2005, en el municipio cuentan con un total de 4,045 viviendas de las cuales 3,994 son particulares. 

### Servicios públicos
El ayuntamiento administra los servicios de parques y jardines, edificios públicos, unidades deportivas y recreativas, monumentos etc. 
Cuenta con la siguiente cobertura de servicios:
- Agua potable 95%.
- Alumbrado público 90%.
- Drenaje 80%.
- Recolección de basura 100%.
- Limpieza de la vía pública 10%.
- Seguridad pública 90%.
- Pavimentación 30%.
- Rastro 100%.
- Panteones 95%.

## Comunicaciones y transportes
Las comunicaciones son un importante indicador para el desarrollo económico y social de la región, el municipio cuenta con: 
- Servicio postal: Una oficina en la cabecera municipal, que da servicio a todo el municipio a través de delegaciones comunitarias por medio de valijas.

- Telégrafo: Una oficina de administración telegráfica, presta servicios en la cabecera municipal.

- Radio y televisión: El municipio depende de la estación terrena receptora y repetidora de la señal vía satélite, ubicada en la cima del cerro “del Papantón” del municipio de Sombrerete concesionada a las empresas televisivas TV Azteca y Televisa.

- Teléfonos: La cobertura actual es de 501 líneas de servicio, la mayoría residenciales, muy pocas comerciales, teniendo el servicio de 4 casetas públicas y otros públicos de tarjeta. Además, la cobertura de telefonía celular abarca todo el municipio.

- Caminos y carreteras: La red está integrada por 160.6 km. 50 km de carretera federal y 110.6 km de carretera y caminos vecinales. La carretera federal núm. 45 "Carretera Panamericana", comunica a Sain Alto y Zacatecas con Fresnillo hacia el oriente, con Sombrerete y Durango hacia el poniente; con Río Grande a través de una carretera vecinal de 7 km.

- Ferrocarriles: La Red ferroviaria no ha sufrido modificaciones los últimos años, pues aunque ya no funciona como medio de transporte para la ciudadanía, permanece como medio de comunicación para el transporte de carga y se estima una longitud de vía que comunica al estado de Durango con Zacatecas, a través de la estación Felipe Pescador, que cruza parte de este territorio del municipio encontrando estaciones en Cantuna, Sain Alto a la altura de la comunidad de Nicolás Bravo y Santa Mónica a la altura del cerro del Chivo. Estos ramales en la actualidad solamente funcionan como libramiento para los propios trenes de carga.

- Autotransporte: Al lado de la carretera panamericana se encuentra una estación de servicio, con módulos de las líneas de autobuses Ómnibus de México y Estrella Blanca, además de contar con diferentes transportes para el traslado de las personas hacia sus comunidades.

## Perfil sociodemográfico

### Grupos étnicos
De acuerdo a los resultados que presentó el II Conteo de Población y Vivienda en el 2005, en el municipio habitan un total de 33 personas que hablan alguna lengua indígena. 

### Población
De acuerdo a los resultados que presentó el Censo de Población y Vivienda de 2020, el municipio cuenta con un total de 21,844 habitantes, de los cuales 10,643 son hombres y 11,201 son mujeres.

### Localidades
El municipio de Sain Alto tiene un total de 52 localidades, las principales y el número de habitantes en 2020 son las siguientes:
| Localidad                  | Población |
| Total Municipio            | 21 844    |
| Sain Alto                  | 5 295     |
| Río de Medina              | 2 248     |
| Emiliano Zapata (San José) | 1 982     |
| Cañas                      | 1 301     |
| El Cazadero                | 1 300     |
| Cantuna                    | 1 007     |
| Barrancas                  | 1 003     |
| Sain Bajo                  | 897       |
| El Fresno                  | 812       |

### Religión
La religión Católica es la que predomina por tener mayor número de seguidores que suman 17,486 creyentes, seguida la de los Testigos de Jehová y los Evangélicos que son 246.

## Atractivos culturales y turísticos

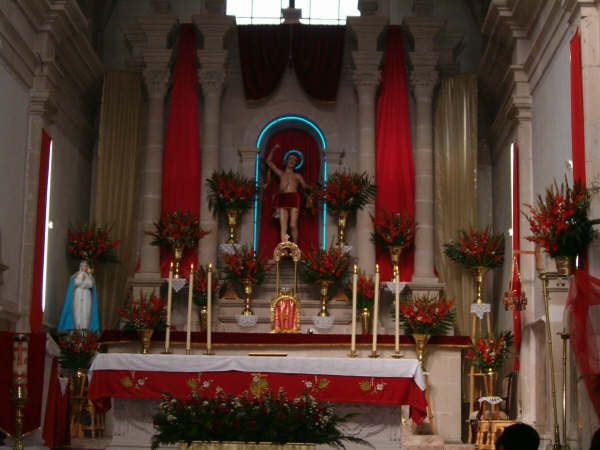
Interior del Templo de San Sebastián Mártir

### Monumentos históricos
Se tienen edificios y monumentos coloniales que datan del siglo XVI y XVII, grandes cascos de hacienda y ruinas de población indígena y minerales. Dentro de sus principales templos se puede mencionar el que se encuentra en la cabecera del municipio, dedicado a San Sebastián Mártir y el de la Virgen de Guadalupe, otro de menor importancia el de San Antonio y Cristo Rey , en las comunidades de mayor importancia sobre todo las más grandes tienen su templo en donde celebran cada uno sus festividades religiosas.

### Fiestas y tradiciones
- Fiestas populares: El 20 de enero en honor al santo patrono San Sebastián Mártir, en esta fecha se realiza la tradicional feria de Sain Alto con peregrinaciones, teatro del pueblo, fiesta charra, peleas de gallos, carrera de caballos, eventos culturales y deportivos, danzas autóctonas, juegos mecánicos, entre otras.

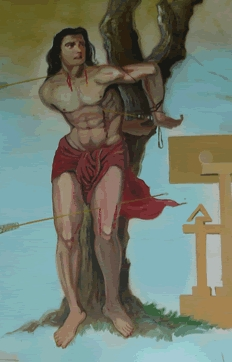
San Sebastián Mártir

- Tradiciones: Se entiende por tradición todo lo que a través del tiempo ha trascendido y se considera como un orgullo.  Sain Alto tierra voluptuosa en tradiciones, músicos innumerables que amenizan fiestas religiosas y pueblerinas, mercado que incita por generaciones al conocimiento de unión más rica de nuestra gente, intercambio o trueque compra – venta.

Sus danzas o tradiciones llenan de colorido, sonido y ritmo procesiones con cantos que invocan el augurio de un porvenir optimista, la visita al templo cada domingo fe y tradición que es interminable, constante y fiel en sus moradores, la vuelta al jardín por las tardes donde innumerables familias tiene su origen. 
En Sain Alto son tradicionales las fiestas religiosas en las que con mucho entusiasmo participa el pueblo. Dentro de las principales fiestas se encuentran la del 20 de enero, la del Señor San José el 19 de marzo, el 3 de mayo en honor a la Santa Cruz, el 13 de mayo por la Virgen del Rosario de Fátima , el 15 de mayo la Fiesta del Señor San Isidro Labrador, el 13 de junio la del Señor San Antonio de Padua y el 12 de diciembre en honor a la Santísima Virgen de Guadalupe, la fiesta de Cristo Rey, entre otras. En todas estas fiestas se bailan danzas autóctonas, procesiones, carros alegóricos y se prepara la usual reliquia que consiste en regalar comida a los vecinos, esta tradición se lleva a cabo en otras comunidades del municipio. 
El día de muertos se festeja año con año el día 2 de noviembre, la gente del pueblo acude al panteón a llevar sus ofrendas florales y veladoras a sus difuntos y, en ocasiones se hacen altares de muerto. Asimismo, para el mes de diciembre se organiza un concurso de nacimientos organizado por autoridades Eclesiásticas, Municipales y Culturales. 

### Gastronomía
Un platillo representativo de la gastronomía de Sain Alto es el Caldo Loco, que surgió de los amigos que tomaban licor o pulque a las orillas del río y que de la pesca y de las verduras de la huerta cocinaban en cazo de cobre. En fiestas populares y familiares es tradicional la preparación y el ofrecimiento a los invitados un platillo de caldo loco hecho a base de diferentes carnes y verduras. 
Así mismo, en las calles del municipio se pueden encontrar personas que elaboran cajetas y licores de membrillo, manzana, membrillo, entre otras, de manera artesanal.

### Música
La música propia de la región consiste en tamborazos, que amenizan fiestas religiosas, familiares y fiestas populares como bailes, y rodeos. Existe un corrido llamado “El caballo mojino” que se hizo muy popular y se extendió por el centro de nuestro país en tiempos de la revolución mexicana, que tuvo su origen en una carrera de caballos “El As de Oros” y “El Caballo Mojino” el día 31 de julio del año de 1902.  El caballo mojino era propiedad del señor Severo Estrada del rancho El Proaño de Sombrerete Zacatecas y  El As de Oros propiedad del señor José Leal del rancho de Cantuna, Sain Alto, Zacatecas.

## Gobierno

### Principales localidades
- Cañas
- Emiliano Zapata
- El Sáuz
- Cantuna
- Río de Medina
- El Cazadero
- José María Morelos
- Atotonilco
- Sain Bajo
- Barrancas
- El Fresno
- Nicolás Bravo
- 15 de Septiembre
- Las Cuevas
- Luis Moya
- Mina Mercurio
- Mesa de la Cruz

### Ayuntamiento
- Presidente municipal. c. ignacio gomez almaraz
- Síndico. lae. monica lucia castillo natera
- 8 regidores de mayoría relativa.
- 5 regidores de representación proporcional.

### Autoridades auxiliares
- Delegados municipales.
- Comisariados ejidales.

Cx

### Regionalización política
- Distrito Federal: 04.
- Distrito Local: 12.